# Fiat 642
Le Fiat 642 est un camion de moyen tonnage polyvalent, fabriqué par le constructeur italien Fiat V.I. à partir de 1948.
Présenté en pleine période du boom économique italien, au début des années 1950, ce camion est un des premiers de conception nouvelle qui remplaça le Fiat 640 qui n'était qu'une mise au gout du jour de l'ancien Fiat 626.
Le Fiat 642N reprend le même principe de structure de châssis robuste mais bénéficie du nouveau moteur Fiat 364A de 6,6 litres de cylindrée. Il dispose de la nouvelle cabine Fiat « baffo » avancée avec ses moustaches très caractéristiques. Ses grandes qualités - robustesse, fiabilité et faible consommation - en feront le camion le plus apprécié durant plus d'une décennie. Il restera en production pendant 12 ans.
Le Fiat 642N sera décliné en version porteur et tracteur de semi-remorques. Il connaîtra 8 séries distinctes jusqu'en 1963 date à laquelle il sera remplacé par le Fiat 643.

## SERIES Fiat 640
| Modèle                              | Années de production | Type moteur      | Cylindrée cm3 | Puissance ch DIN   | PTC en tonnes |
| ----------------------------------- | -------------------- | ---------------- | ------------- | ------------------ | ------------- |
| Fiat 642N - Porteur 4x2             | 1952 - 1955          | Fiat 364 A       | 6 650         | 92 à 2 000 tr/min  | 9,28          |
| Fiat 642T - Tracteur semi remorques | 1953 - 1955          | Fiat 364A        | 6 650         | 92 à 2 000 tr/min  | 21,5          |
| Fiat 642N2                          | 1955 - 1958          | Fiat 364A        | 6 650         | 92 à 2 000 tr/min  | 9,5           |
| Fiat 642T2                          | 1956 - 1958          | Fiat 364A        | 6 650         | 92 à 2 000 tr/min  | 21,5          |
| Fiat 642N6                          | 1956 - 1960          | Fiat 364A/58 V.2 | 6 650         | 92 à 2 000 tr/min  | 10,55         |
| Fiat 642N6R avec remorque           | 1958 - 1960          | Fiat 364A/58     | 6 650         | 100 à 2 200 tr/min | 10,6 / 22,5   |
| Fiat 642T6 Tracteur semi remorque   | 1958 - 1960          | Fiat 364A/58     | 6 650         | 100 à 2 200 tr/min | 26,0          |
| Fiat 642N65 Chantier                | 1960 - 1963          | Fiat 364 A./60   | 7 298         | 120 à 2 200 tr/min | 11,15         |
| Fiat 642N65R avec remorque          | 1960 - 1963          | Fiat 364A./60    | 7 298         | 120 à 2 200 tr/min | 11,2 / 23,2   |
| Fiat 642T65 Tracteur semi-remorque  | 1960 - 1963          | Fiat 364A./60    | 7 298         | 120 à 2 200 tr/min | 28            |

## Galerie

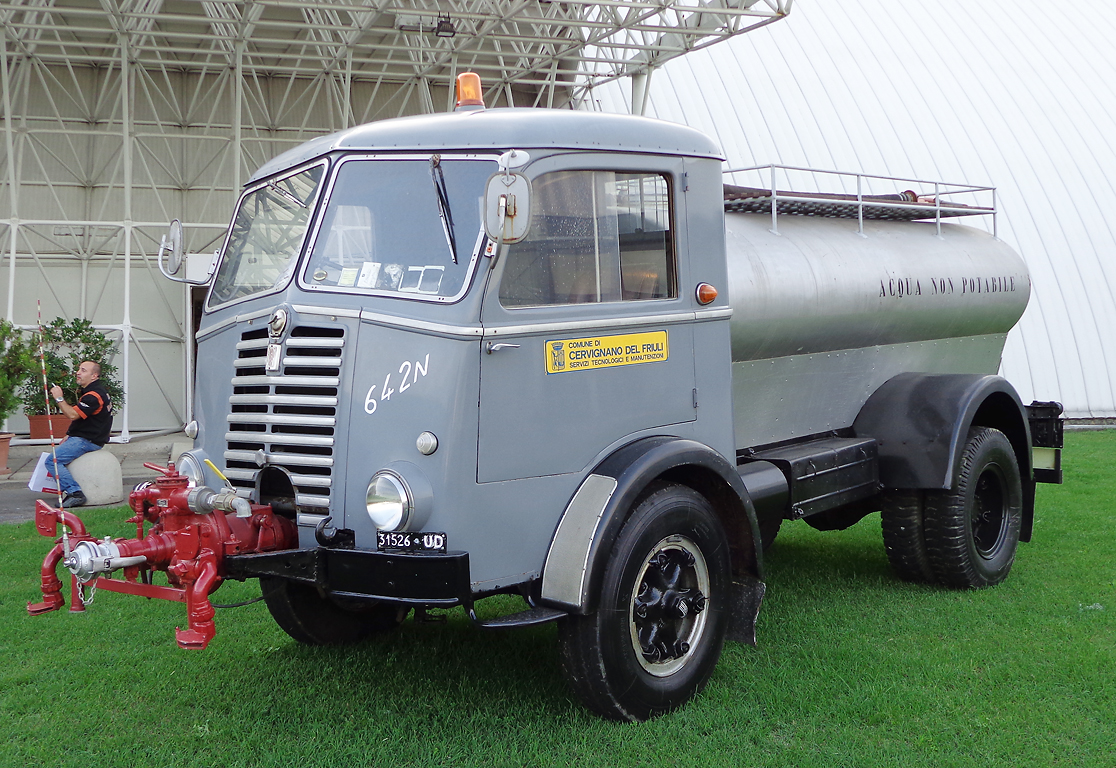
Fiat 642N modèle 1955
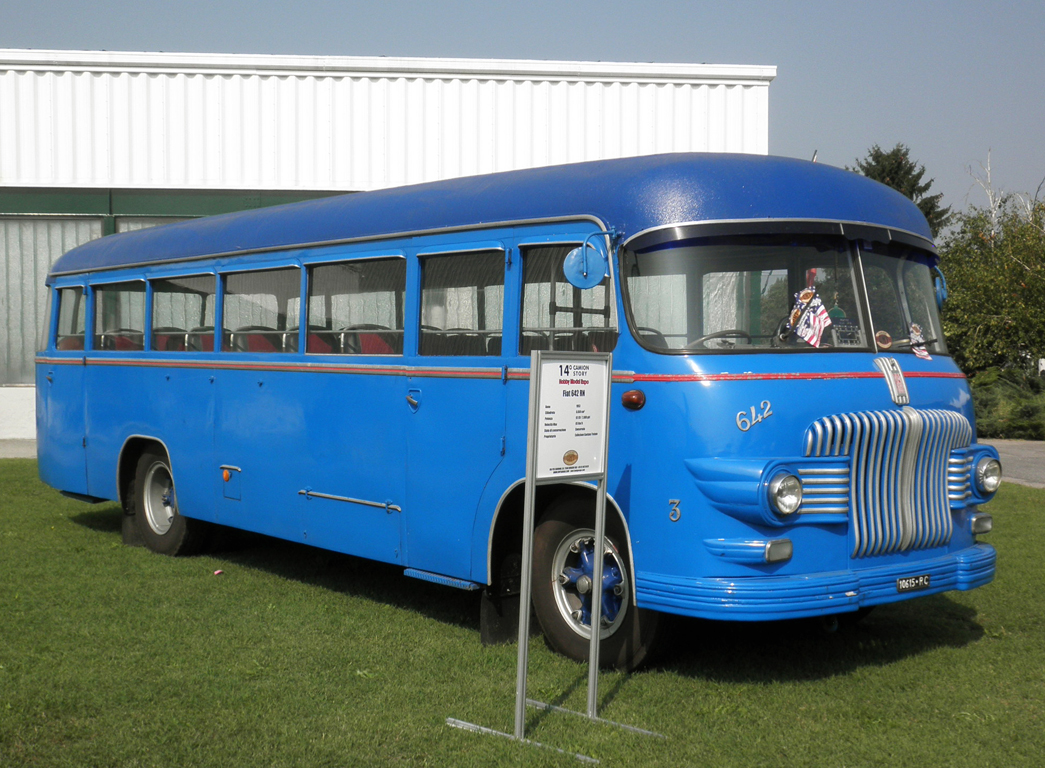
Autobus Fiat 642 RN